# Хлопов, Николай Архипович
Николай Архипович Хлопов (15 августа 1932, д. Раменка, Ветлужский район, Нижегородский край — 22 сентября 1989, Караганда) — советский казахстанский ученый-медик.

## Биография
Окончил медицинское училище в г. Горьком. Трудовой путь начал сельским фельдшером, затем три года служил в Советской армии, затем поступил в медицинский институт, на лечебный факультет.
После окончания института работал практическим хирургом, затем поступил в аспирантуру и в 1964 г. защитил кандидатскую диссертацию.
После защиты был приглашен в Карагандинский государственный медицинский институт, где прошел путь от ассистента до заведующего кафедрой оперативной хирургии и топографической анатомии.
В 1973 г. под руководством профессора А. И. Лаббока защитил докторскую диссертацию.
В 1976 году был назначен ректором Семипалатинского государственного медицинского института, которым руководил до 1984 г.
В 1984 году был переведен на должность ректора государственного медицинского института города Караганды. За время работы внес большой вклад в развитие медицинской науки, подготовил 18 кандидатов и 10 докторов медицинских наук. Является автором 12 изобретений, свыше 24 рационализаторских предложений, 2-х учебных пособий и 2-х монографии «Атлас топографической анатомии акупунктурных точек» и «Хронический остеомиелит».
Был Председателем общества топографоанатомов и морфологов Казахстана и членом правления Всесоюзного общества морфологов СССР.
За плодотворный вклад в медицинскую науку Казахстана был награжден орденом Дружбы народов Почетными грамотами Министерства здравоохранения СССР и КазССР, медалью За трудовое отличие, многими наградами облисполкомов Семипалатинской и Карагандинской областей КазССР.
Скончался 22 сентября 1989 года. Похоронен на Старом Михайловском кладбище в Караганде.